# Poison Ivy (The Coasters)
Poison Ivy è una canzone Doo-wop del 1959 del gruppo musicale statunitense dei The Coasters.
Successivamente la canzone è stata reinterpretata in diverse chiavi musicali da gruppi come The Rolling Stones, Manfred Mann, The Hollies, The Lambrettas e Giuliano Palma & the Bluebeaters.